# Tatsuno
Tatsuno (jap. たつの市 Tatsuno-shi) – miasto portowe w Japonii, na wyspie Honsiu, w prefekturze Hyōgo.

## Położenie
Miasto leży w południowo-zachodniej części prefektury nad Morzem Wewnętrznym, graniczy z miastami: Himeji, Aioi, Shisō.

## Historia
Miasto Tatsuno (jap. 龍野市 Tatsuno-shi) powstało 1 kwietnia 1951 roku.
1 października 2005 miasteczka Ibogawa, Mitsu i Shingū połączono z miastem Tatsuno, tworząc nowe miasto o nazwie Tatsuno, pisane już nie znakami, ale pismem sylabicznym, fonetycznie (たつの市).

## Miasta partnerskie
- Stany Zjednoczone: Anniston (Alabama)